# Ženščina
Ženščina (Женщина, La donna) è un film del 1932 diretto da Efim L'vovič Dzigan e Boris Šrejber.